# Pelle Malmborg
Per (Pelle) Richard Malmborg, född 17 mars 1869 i Jönköping, död 11 november 1953 i Gränna, var en svensk målare och grafiker.
Han var son till snörmakaren Nils Peter Malmborg och Mathilda Hedin. Malmborg kom i unga år till Stockholm där han studerade vid Tekniska skolan och därefter vid Konstakademien 1888-1892. Han företog en studieresa till Paris 1893-1895 och fortsatte därefter sina studier vid Konstakademien i Stockholm 1895-1896. Samtidigt med sina studier vid akademien deltog han i Axel Tallbergs etsningskurs. Han ingick vid denna tid i en umgängeskrets runt Albert Engström, Alfred Bergström och Olle Hjortzberg. Under sin tid i Stockholm arbetade han med teaterdekorationer och illustreringsarbeten för tidskriften Strix. Efter några år i Stockholm flyttade han till Gränna där han målade obekymrad av modernare inriktning inom konsten sina figurkompositioner, landskap och en stor mängd porträtt. Separat ställde han ut ett flertal gånger i Gränna och han medverkade i samlingsutställningar med Sveriges allmänna konstförening. Som illustratör illustrerade han ett stort antal böcker och han var även verksam som tidningstecknare. Malmborg är representerad vid Nationalmuseum i Stockholm.